# TV Liberal Parauapebas
TV Liberal Parauapebas é uma microgeradora de televisão brasileira com sede em Parauapebas, PA. Opera no canal 12 (21 UHF digital) e é afiliada à Rede Globo. As matérias feitas na emissora são enviadas para a TV Liberal de Belém, porém a emissora não produz programas locais desde 2014.

## História
A emissora foi inaugurada em 14 de abril de 1996, com o nome de TV Carajás, e tinha associação com a TV Liberal.
Em 17 de abril, três dias depois de ser inaugurada, a emissora se torna conhecida no Brasil e no exterior, por ter sido a única a filmar (o câmera era Jonias Cardoso) os eventos que levaram o Massacre de Eldorado dos Carajás.
Em 1999, a emissora é vendida por completo para as Organizações Rômulo Maiorana e vira TV Liberal Parauapebas.
Em 2006, a emissora completa 7 anos e alguns institucionais locais são produzidos.
Produzia blocos locais do Jornal Liberal e o Liberal Comunidade Parauapebas até 2006, quando a programação local foi extinta nas emissoras da TV Liberal em todo o estado. Porém, seguiu a produzir o Liberal Comunidade Parauapebas, com apresentação de José Neves.
A partir de 2008, passou a produzir o Lib Cidade, um bloco local do Bom Dia Pará, também com apresentação de José Neves. Em 2010, o Lib Cidade foi cancelado, e a única produção local da emissora era o Liberal Comunidade Parauapebas. Porém, em 30 de novembro de 2014, a emissora exibe o último programa e se restringe a exibir apenas comerciais e patrocínios locais, porém segue com seu departamento de jornalismo, que produz reportagens para os telejornais exibidos direto da TV Liberal Belém. José Neves foi correspondente local durante 14 anos até seu falecimento. Atualmente o correspondente local é Thiago Barros.